# Chytonix
Chytonix là một chi bướm đêm thuộc họ Noctuidae.

## Các loài
- Chytonix albonotata Staudinger
- Chytonix palliatricula (Guenée, 1852)
- Chytonix ruperti Franclemont, 1941
- Chytonix sensilis Grote, 1881
- Chytonix subalbonotata Sugi

## Former species
- Chytonix divesta is now Oligia divesta (Grote, 1874)